# 双流镇 (南江县)
双流镇，原为双流乡，是中华人民共和国四川省巴中市南江县下辖的一个乡镇级行政单位。2019年12月，双流镇松林村、面罗溪村所属行政区域划归正直镇管辖。

## 行政区划
双流镇下辖以下地区：
双流社区、菩船社区、学儿梁村、磨垭村、红材村、苏家营村、元包村、黄垭村、万山村、菩船村、面罗溪村、松林村、笔山村、十字垭村和毛家扁村。